# Psychopsis versteegiana
Psychopsis versteegiana är en orkidéart som först beskrevs av August Adriaan Pulle, och fick sitt nu gällande namn av Emil Lückel och Guido Jozef Braem. Psychopsis versteegiana ingår i släktet Psychopsis och familjen orkidéer. Inga underarter finns listade i Catalogue of Life.